# 善防山城
善防山城 （ぜんぼうさんじょう）は、室町時代に現在の兵庫県加西市三口町の善防山（標高251m）にあった日本の城（山城）。

## 概要
築城年代は明らかではないが、築城主は赤松義則の八男である赤松刑部（左馬介）則繁である。
嘉吉の乱（1441年）で将軍足利義教の暗殺に成功した赤松則繁は敵の追撃も受けず悠々と播磨に戻ったが、その後赤松氏は山名勢の攻撃を受けて城ノ山城に篭ったため善防山城はあっけなく山名勢の前に陥落した。この際、則繁の軍勢は地形を利用し全山の岩肌に油を含んだ竹の皮を敷き詰め、敵が滑って攻められないように工夫したはずであったが、敵はその竹の皮に火を放ち城は炎に包まれ落城した。この合戦はかなり凄まじかったらしく、明治初期まで各所に白骨を残したという。